# Massif d'Ivakoany
 (septembre 2017).
Si vous disposez d'ouvrages ou d'articles de référence ou si vous connaissez des sites web de qualité traitant du thème abordé ici, merci de compléter l'article en donnant les références utiles à sa vérifiabilité et en les liant à la section « Notes et références ».
Le massif d'Ivakoany est un massif montagneux qui se trouve au Sud-Est de Madagascar, à 600 km d'Antananarivo, entre les régions d'Ihorombe, d'Anôsy et d'Atsimo-Atsinanana.
Le point culminant, qui porte le même nom que le massif, atteint une altitude de 1 637 m et se trouve à 44 km au nord-est de Tsivory et à 72 km au sud-est de Betroka.

## Géographie

### Topographie
Parmi les montagnes qui forment le massif figurent l'Ivakoany et l'Analamahavelo, cette dernière atteignant 1 496 m.

### Climat
La température moyenne autour du massif d'Ivakoany est de 19 °C.  La maximale est de 24 °C au mois de novembre et la minimale de 14 °C au mois de juin.
La région connaît des précipitations moyennes annuelles de 1 405 mm. Le mois le plus pluvieux est le mois de décembre, avec des précipitations de 278 mm. Le mois le plus sec est le mois de juin avec des précipitations de 13 mm.